# Aphaenogaster georgica
Aphaenogaster georgica is een mierensoort uit de onderfamilie van de Myrmicinae. De wetenschappelijke naam van de soort is voor het eerst geldig gepubliceerd in 1968 door Arnoldi.